# Fabrizio Falco
Fabrizio Falco, né en 1988 à Messine (Sicile), est un acteur de théâtre et de cinéma italien.

## Biographie
Il a passé son enfance à Palerme où il a commencé à étudier le théâtre. 
Après les études au lycée, il déménage à Rome et étudie à l'Académie Nationale d'Art Dramatique Silvio D'Amico où il est diplômé en 2010.
Parmi ses principaux travaux figure une tournée avec le spectacle Sogno di una notte d´estate (régie de Carlo Cecchi).

## Filmographie
- 2012 : Mon père va me tuer (È stato il figlio) de Daniele Cipri
- 2012 : La Belle Endormie (Bella addormentata) de Marco Bellocchio

## Récompenses et distinctions
- Mostra de Venise 2012 : Prix Mastroianni pour le meilleur jeune espoir pour Mon père va me tuer et La Belle Endormie[1]